# Melaleuca citrolens
Melaleuca citrolens är en myrtenväxtart som beskrevs av Bryan Alwyn Barlow. Melaleuca citrolens ingår i släktet Melaleuca och familjen myrtenväxter. Inga underarter finns listade i Catalogue of Life.